# 浩然之氣
浩然之氣是由孟子提出的中國哲學概念。

## 概括
意為「浩大剛正的精神」，出自《孟子·公孫丑》〈公孫丑章句上〉：「敢問夫子惡乎長？」曰：「我知言，我善養吾浩然之氣。」

至於何謂浩然之氣，孟子對此解釋：「其為氣也，至大至剛，以直養而無害，則塞於天地之閒。其為氣也，配義與道；無是，餒也。是集義所生者，非義襲而取之也。行有不慊於心，則餒矣。我故曰，告子未嘗知義，以其外之也。必有事焉而勿正，心勿忘，勿助長也。」由此可知浩然之氣是一種合於自然，通於宇宙的具有某種實體意味的感性力量。